# محمد الباجي
محمد الباجي، ولد في 13 مايو 1933 في فري فالون (بالفرنسية: Frais-Vallon)‏ بالقرب من الأبيار) بالجزائر العاصمة، ونشأ في شارع الشهداء (Boulevard Bru سابقًا)، وتوفي في 28 يونيو 2003، كان مغن مؤلف موسيقى الشعبي الجزائري.
اشتهر بكنية «خويا الباز»، وكتب وألف الأغاني التي قال عنها الآخرون بما في ذلك: اعمر الزاهي وعزيوز رايس ورضا دوماز وعشرات الآخرين.
يعود ارتباطه بالموسيقى إلى عام 1947. وبوجود صوت أجش وعميق، تظل أغنيته سعيًا مستمرًا للهروب من الألم.
أُلقي القبض عليه خلال إضراب الثمانية أيام عام 1957، وعذب وحوكم وحُكم عليه بالإعدام. لم يتم إعدامه. إن سجنه في سركاجي ترك انطباعًا عميقًا عليه كما يتضح من أغنيته «مقنين الزين» (الحسون الجميل). سوف تولد تركيبات أخرى بما في ذلك الأغنية الشهيرة «يا بحر الطوفان».
غنى في مهرجانات شعبية في فرق موسيقية مختلفة.
يعود أصله إلى الهضاب العليا الشرقية وبالضبط إلى مدينة العلمة.